# 佐藤栞奈
佐藤 栞奈（さとう かんな、2007年9月22日 - ）は、アーティスト、女優、歌手、ダンサー。Lucky²のメンバー。

## 来歴
2021年7月から、ガールズ×戦士シリーズ第5作となる「ビッ友×戦士 キラメキパワーズ!」に青羽コユキ/キラパワスノー役で出演した。また2021年10月から2022年3月までおはスタにおはガールとして出演した。

## 人物
- EXPG STUDIO OMIYA出身
- 趣味：メイク研究、ドラマ観賞、(フルーツ飴作り、ショッピング)
- 特技：短距離走、早起き、お菓子作り、(運動)
- 好きな食べ物：ハンバーグ、サーモン、きゅうりのぬか漬け、いちご
- 好きな飲み物：レモンティー、麦茶、R-1ドリンク
- 好きな漫画/アニメ：「ドラえもん」、「ザ・ファブル」、「ゴールデンカムイ」、「青のオーケストラ」、「はたらく細胞」
- 好きなYouTuber/インフルエンサー：中町綾、野崎美優
- 好きなスポーツ：バドミントン
- 好きなゲーム：「Toon Blast」、「RB対戦」
- 好きな映画：「劇場版 コード・ブルー －ドクターヘリ緊急救命－」、「アバター」、「君の膵臓をたべたい」、ハリー・ポッターシリーズ
- 好きな曲：Mrs. GREEN APPLE「点描の唄」、JUJU「やさしさで溢れるように」、西野カナ「Best Friend」、Girls²「HERE WE GO」
- 好きな絵文字：🤭🥺🫶🏻🙌🏻💗💙
- 好きな動物：チワワ
- 好きなファッション：カジュアル系、ガーリー系
- 憧れの人：新木優子
- 座右の銘：「人事を尽くして天命を待つ」
- アーティストでなかったらやってみたい職業：メイクアップアーティスト
- 今ハマっていること：手話の勉強
- EXPG高等学院 東京校に在籍している

## 出演

### テレビ
- ビッ友×戦士 キラメキパワーズ!（2021年7月11日 - 2022年6月26日、テレビ東京） - 青羽コユキ/キラパワスノー 役
- おはスタ（2021年10月4日 - 2022年3月25日、テレビ東京） - おはガールfrom Lucky²
- リズスタ -Top of Artists!- -第31話（2022年11月06日）青羽コユキ/キラパラスノー 役

### テレビアニメ
- ガル学。II 〜Lucky Stars〜（2022年、テレビ東京系列） - カンナ　役[1]
- ぷにるんず ぷに2（2024年10月20日予定、テレビ東京）

### ラジオ
- Lucky²のラッキートーク! （2022年9月29日-、文化放送）

### MV
- 魔法×戦士 マジマジョピュアーズ! から
  - magical²「ミルミル〜未来ミエル〜」（2018年）[2]

　　バックダンサー
- ひみつ×戦士 ファントミラージュ! から
  - mirage²「ドキ☆ドキ」（2019年）[3]

　　バックダンサー
- Girls²から
  - 「恋するカモ」（2019年）[4]

　　バックダンサー